# Hervé IV van Donzy
Hervé IV van Donzy (circa 1173 - Saint-Aignan, 21 januari 1222) was van 1187 tot aan zijn dood heer van Donzy en graaf iure uxoris van Nevers. Hij behoorde tot het huis Semur.

## Levensloop
Hervé IV was de oudste zoon van heer Hervé III van Donzy en Mathilde Goët. Na de dood van zijn vader in 1187 werd hij heer van Donzy en Gien.
Hij nam deel aan de Derde Kruistocht en maakte bij het Beleg van Akko deel uit van het voorhoedeleger. Na zijn terugkeer naar Frankrijk kwam hij in conflict met heer Peter II van Courtenay over het bezit van de burcht van Gien. Hij slaagde erin zijn opponent te verslaan in een veldslag nabij Cosne en hem gevangen te nemen. Na bemiddeling van koning Filips II van Frankrijk bereikten beide partijen in 1199 een akkoord. Peter werd vrijgelaten als hij zijn dochter Mathilde (1188-1257), die na de dood van haar moeder in 1193 gravin van Nevers, Auxerre en Tonnerre geworden was, aan Hervé uithuwelijkte. Hervé IV zelf mocht echter enkel het graafschap Nevers beheren, terwijl Peter de titel van graaf van Auxerre en Tonnerre voerde. De burcht van Gien, die aan de basis lag van het conflict tussen Hervé IV van Donzy en Peter van Courtenay, ging naar de Franse kroon. Het huwelijk werd in oktober 1199 gesloten, maar de noodzakelijke pauselijke dispensatie werd pas op 20 december 1213 verleend.
De interesse van de Franse koning Filips II in Hervé IV van Donzy lag vooral bij oude verplichtingen van zijn familie, die hen aan het huis Plantagenet, het Engelse koningshuis, bond. Door de succesvolle bemiddeling van Filips II wist hij het huis Semur, de dynastie waartoe Hervé behoorde, aan Frankrijk te binden. In 1203/1204 nam hij aan Franse zijde deel aan de verovering van Normandië, net als de aansluitende veldtochten in Touraine en Poitou en de Albigenzenkruistocht in 1209.
Later werd Hervé terug een Engelse bondgenoot en in 1214 vocht hij aan hun zijde in de Slag bij Bouvines. Deze veldslag werd echter gewonnen door de Fransen, waarna koning Filips II alle landerijen van Hervé, die aan de Engelse bezittingen in Frankrijk grensden, in beslag nam. Uiteindelijk verzoenden Filips en Hervé zich, op voorwaarde dat zijn erfgename Agnes uithuwelijkte aan Filips, zoon van de latere koning Lodewijk VIII van Frankrijk en kleinzoon van Filips II. Op 8 september 1217 vond de officiële verloving plaats. Haar toekomstige echtgenoot stierf echter het jaar nadien. Vervolgens moest Hervé toezeggen Agnes enkel te zullen uithuwelijken met toestemming van de Franse koning.
In 1218 nam Hervé IV deel aan de Vijfde Kruistocht. Het jaar nadien, toen hij het overlijden van zijn schoonvader vernam, keerde hij terug naar Frankrijk om diens domeinen in bezit te nemen. In 1221 huwelijkte hij zijn erfgename Agnes uit aan graaf Gwijde II van Saint-Pol. Hervé zelf overleed in januari 1222 in de burcht van Saint-Aignan, volgens geruchten door vergiftiging. Hij werd bijgezet in de Abdij van Pontigny.

## Nakomelingen
Hervé en zijn echtgenote Mathilde van Courtenay kregen volgende kinderen:
- Agnes (1205-1225), huwde in 1221 met graaf Gwijde II van Saint-Pol.
- Willem (1207-1214)